# Regimiento de Policía Centro
El Regimiento de Policía Central (en alemán: Polizei-Regiment Mitte) fue una formación de la Policía de la Orden (policía uniformada) durante la era nazi. Durante la Operación Barbarroja, estuvo subordinada a la Schutzstaffel (SS) y desplegada en áreas ocupadas por los alemanes, específicamente en la Zona de Retaguardia del Grupo de Ejércitos Centro, de la Unión Soviética. A mediados de 1942, sus tres batallones constituyentes fueron reasignados y la unidad fue designada nuevamente como el 13.º Regimiento de Policía SS.
Junto con destacamentos de Einsatzgruppen y la Brigada de Caballería SS, perpetró asesinatos en masa y fue responsable de crímenes de gran escala contra la humanidad contra poblaciones civiles. La inteligencia británica conocía el alcance de las operaciones del regimiento desde julio de 1941, pero, por razones de seguridad nacional, la información relativa a sus actividades no se dio a conocer hasta 1993.

## Antecedentes y formación
La Ordnungspolizei alemana fue un instrumento clave del aparato de seguridad de la Alemania nazi. En el período anterior a la guerra, Heinrich Himmler, líder de las SS, y Kurt Daluege, jefe de la Ordnungspolizei, cooperaron para transformar la fuerza policial de la República de Weimar en formaciones militarizadas listas para servir a los objetivos de la conquista y la aniquilación racial del régimen. Las unidades policiales participaron en la anexión de Austria y la ocupación de Checoslovaquia. Las tropas policiales se formaron por primera vez en formaciones del tamaño de un batallón para la invasión de Polonia, donde se desplegaron con fines de seguridad y vigilancia, y también participaron en ejecuciones y deportaciones en masa.
Veintitrés batallones de la OrPo fueron programados para participar en la invasión de la Unión Soviética en 1941, la Operación Barbarroja. Se asignaron dos batallones para apoyar a los Einsatzgruppen, los escuadrones de la muerte móviles de las SS y la Organización Todt, el grupo de construcción militar. Doce se formaron en regimientos, con tres batallones cada uno, y se designaron como Regimientos de Policía Central, Norte, Sur y de Propósito Especial. Nueve, incluido el Batallón de Policía 309, se adjuntaron a las divisiones de seguridad de la Wehrmacht. Los objetivos de los batallones de policía eran asegurar la retaguardia eliminando los restos de las fuerzas enemigas, protegiendo a los prisioneros de guerra y protegiendo las líneas de comunicaciones y las instalaciones industriales capturadas. Sus instrucciones también incluían, como dijo Daluege, el "combate de elementos criminales, sobre todo elementos políticos".
El Batallón de Policía 309 estaba subordinado a la 221.ª División de Seguridad del ejército alemán. Con aproximadamente 550 hombres, el batallón se formó a partir de reclutas movilizadas de los grupos de los años 1905–1915. Fueron dirigidos por profesionales de la policía, inmersos en la ideología del nazismo, impulsados por el antisemitismo y el antibolchevismo.  La 221.ª División de Seguridad se formó en junio de 1941. El Batallón de Policía 309 fue su única formación motorizada.

## Historial de operaciones

### Primeras operaciones de asesinato
Himmler realizó una visita personal a la sede de la unidad en Belostok el 8 de julio, donde se reunió con Max von Schenckendorff, comandante de la Zona de Retaguardia del Grupo de Ejércitos Centro, y con Daluege, Montua, Bach-Zalewski y el resto de oficiales del regimiento. Expresó su preocupación por la escasez de judíos capturados y llamó a los oficiales a aumentar sus esfuerzos. Era probable que Himmler hubiera ordenado un aumento de asesinatos ya que siguieron varias masacres inmediatamente después.
La misma noche, una compañía del Batallón de Policía 322 participó en el tiroteo de unos 1.000 judíos bajo la dirección del Einsatzgruppe B. Al día siguiente, el 9 de julio, el Batallón de Policía 307 participó en la masacre de 4.000 a 6.000 judíos, rusos y bielorrusos en las cercanías de Brest-Litovsk (ahora Brest, Bielorrusia). La matanza, con la asistencia del personal de la 162.ª División de Infantería de la Wehrmacht, duró varios días. El 10 de julio, Daluege se dirigió a los miembros del regimiento en formación de desfile, y los exaltó para que "exterminasen" al bolchevismo como una "bendición para Alemania". El 11 de julio, Montua pasó una orden confidencial de Bach-Zalewski a los comandantes del batallón de que los judíos, que habían sido "condenados por saqueo", fueran fusilados; Una ejecución tuvo lugar el mismo día. Alrededor de este tiempo, los batallones de policía 316 y 322 reunieron a aproximadamente 3.000 judíos de Belostok y les dispararon en un bosque cercano.
El 17 de julio, el regimiento asesinó a más de 1.100 judíos en Slonim, y Bach-Zalewski informó a Himmler el 18 de julio: "La operación de limpieza de ayer en Slonim por el Regimiento de Policía Central. 1.153 saqueadores judíos fueron fusilados". Para el 20 de julio, los informes de la unidad se referían a ejecuciones de mujeres y niños judíos. A finales de agosto, el Batallón de Policía 322 se trasladó a Minsk, donde, el 1 de septiembre, realizó una operación de asesinato junto con las unidades del Einsatzgruppe B. Las víctimas incluyeron a 290 hombres judíos y 40 mujeres judías.

### Escalada de violencia

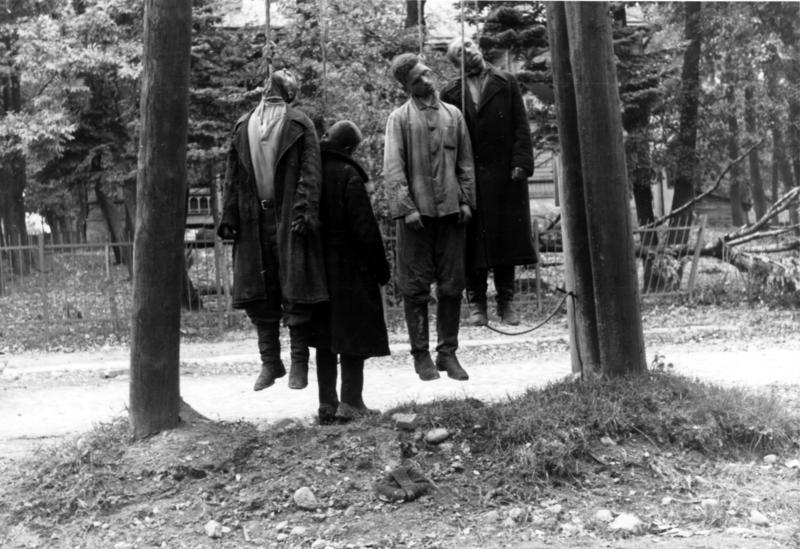
Víctimas ahorcadas por las tropas policiales en la Unión Soviética, agosto/septiembre de 1941

En septiembre de 1941, el regimiento participó en la Conferencia de Mogilev, organizada por el General Max von Schenckendorff, comandante de la Zona de Retaguardia del Grupo de Ejércitos Centro. Montua se había encargado de la planificación y logística del evento. La conferencia incluyó tres ejercicios de campo. El segundo día, los participantes viajaron a un asentamiento cercano donde una compañía del Batallón de Policía 322, asistida por tropas de la SD, realizó una demostración de cómo rodear y proteger una aldea. Según el informe posterior a la acción, "extraños sospechosos" (Ortsfremde) o "partisanos" no se pudieron encontrar. La proyección de la población reveló cincuenta y un civiles judíos, de los cuales treinta y dos fueron fusilados.
El 2 de octubre de 1941, los batallones de policía 322 y 316, junto con la compañía del personal de Bach-Zalewski y auxiliares ucranianos, reunieron a 2.200 judíos en el gueto de Mogilev. Sesenta y cinco fueron asesinados durante las redadas y otros 550 ejecutados al día siguiente. Durante el resto del mes, el batallón continuó ejecutando a judíos, comunistas y presuntos partisanos en las cercanías de Mogilev. El comandante de la unidad recibió la Cruz de Hierro de 2.ª clase, después de estas operaciones. Otra operación de asesinato realizada ese mismo mes, realizada por el Einsatzkommando 8 y los batallones de policía 316 y 322, elevó el número total de víctimas en Mogilev a unas 6.000.
Del 7 al 8 de noviembre, el Batallón de Policía 316 participó en el asesinato de judíos en Bobruisk. Los reclusos del gueto de Bobruisk fueron reunidos y cargados en camiones. Fueron llevados a la aldea de Kamianka donde fueron fusilados en fosas excavadas para este propósito. El personal del batallón y el Einsatzkommando 8 mataron a unas 5.281 personas.

### Historia posterior
En diciembre, después de la derrota alemana en la batalla de Moscú, el regimiento fue enviado a las líneas del frente para reforzar las defensas alemanas, privando así a Bach-Zalewski de mano de obra. El Batallón de Policía 307, por ejemplo, se desplegó cerca de Kaluga el 20 de diciembre y para marzo se había reducido a una fuerza de combate de 60 hombres. Los otros dos batallones fueron asignados para tareas de guardia y seguridad a la retaguardia de las tropas de primera línea y no estaban muy involucrados en el combate. El comandante del regimiento, Montua, fue llamado a Alemania para asumir un puesto de entrenamiento policial de las SS y fue reemplazado por el Coronel de Policía (Oberst der Polizei) Walter Schimana el 1 de diciembre. El mismo Bach-Zalewski fue relevado temporalmente del mando y enviado a Alemania para su recuperación. Alrededor de mayo-junio de 1942, los batallones fueron reemplazados por los Batallones de Policía 6, 85 y 301, que fueron redesignados como del primer al tercer batallón del regimiento, respectivamente. El regimiento fue redesignado en julio como el 13.º Regimiento de Policía.

## Descifrados por la Inteligencia Británica

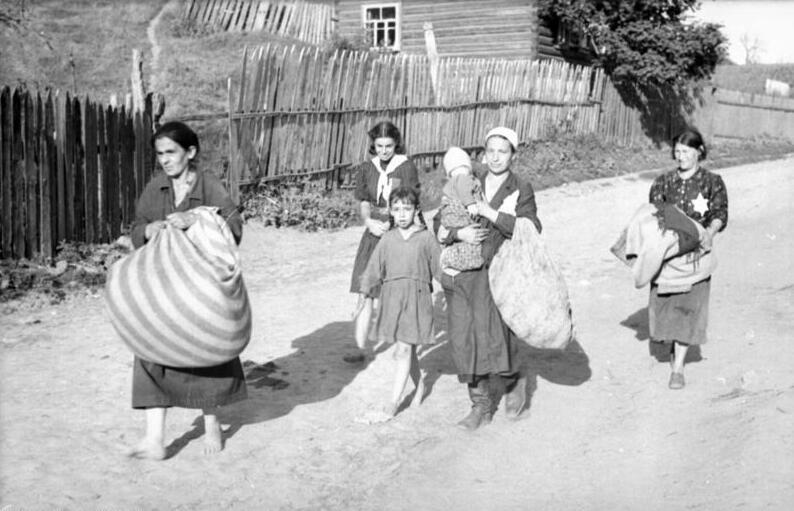
Fotografía propagandística de mujeres y niños judíos en Mogilev, julio de 1941. Seis mil judíos de Mogilev fueron asesinados por las fuerzas de las SS y los batallones de policía 316 y 322 en octubre de 1941.

Los informes de progreso sobre las actividades asesinas del Regimiento de Policía Central, los destacamentos de Einsatzgruppen y la Brigada de Caballería SS fueron enviados regularmente por Bach-Zalewski. Sin embargo, sin que él lo supiera, los informes estaban siendo interceptados por el MI6, el servicio de inteligencia británico, cuyos descifradores de códigos en Bletchley Park habían roto los cifrados alemanes como parte de Ultra, el programa de inteligencia de señales británico.

El jefe del MI6, Stewart Menzies, comunicó los descifrados directamente al primer ministro británico, Winston Churchill. El primer mensaje descifrado fue el informe del 18 de julio sobre los asesinatos en masa cometidos por el regimiento en Slonim. A finales de julio y principios de agosto, se interceptaron informes similares de forma regular. Enojado por el alcance de las atrocidades, Churchill pronunció un discurso por la radio el 24 de agosto declarando:
Se están exterminando distritos enteros ... Las tropas de policía alemanas perpetraron miles de ejecuciones sobre los patriotas soviéticos que defendían su territorio natal. Desde la invasión de Europa por parte de los mongoles, nunca ha habido una carnicería metódica y despiadada en tal escala o acercándose a tal escala. Estamos en presencia de un crimen sin nombre.
A partir del 27 de agosto, Bletchley Park entregó informes de inteligencia especialmente preparados sobre las actividades de las tropas policiales. Para este punto, la inteligencia británica tenía información detallada sobre las actividades de las tropas policiales en las Zonas de Retaguardia del Grupo del Ejército Sur y Centro. El 12 de septiembre, la Ordnungspolizei cambió su cifrado; Al día siguiente, los oficiales de las SS recibieron instrucciones de dejar de transmitir sus informes a través de la radio.

## Consecuencias
Los batallones de policía 307, 316 y 322 fueron reasignados a otros regimientos y continuaron participando en la guerra de seguridad (Bandenbekämpfung, o "contrainsurgencia") y genocidio. El batallón 307 fue asignado al 23.º Regimiento de Policía y participó en la Operación Sumpffieber punitiva en Bielorrusia. Los batallones 316 y 322 se enviaron a Eslovenia, con el batallón 316 luego asignado al 4.º Regimiento de Policía en Francia y al Batallón 322 que se unió al 5.º Regimiento de Policía, aún en Eslovenia. El excomandante del regimiento, Montua, se suicidó en abril de 1945.

La Ordnungspolizei en su conjunto no había sido declarada una organización criminal por los Aliados, a diferencia de las SS, y sus miembros pudieron reintegrarse en la sociedad alemana en gran parte sin ser molestados, y muchos regresaron a las carreras policiales en Austria y Alemania Occidental. El personal del Batallón de Policía 322 fue investigado por las autoridades de Alemania Occidental en la década de 1960. Uno de los miembros del batallón declaró:
La expresión 'combate de los partisanos' es, estrictamente hablando, un nombre completamente inapropiado. No tuvimos una sola batalla contra los partisanos después de dejar Mogilev. ... El hecho del asunto [era] que aquellos encontrados sin documentos de identidad eran suficientes para su arresto y ejecución".
Por razones de seguridad nacional, el programa Ultra permaneció clasificado después de la guerra y los descifrados relacionados con las actividades de seguridad y las tropas policiales durante la guerra no fueron compartidos con los aliados de Gran Bretaña. En consecuencia, no se utilizaron durante los juicios de Núremberg o las investigaciones posteriores de los crímenes de guerra y los crímenes de lesa humanidad de Alemania. Los descifrados fueron finalmente lanzados en 1993.